# Félix Alvarado
Félix Alvarado est un boxeur nicaraguayen né le 15 février 1989 à Managua.

## Carrière
Passé professionnel en 2010, il devient champion du monde des poids mi-mouches IBF le 29 octobre 2018 en battant Randy Petalcorin par arrêt de l'arbitre au 7e round. Alvarado conserve ton titre le 19 mai 2019 après sa victoire aux points contre Reiya Konishi à Kobe puis le 2 janvier 2021 par arrêt de l'arbitre au 10e round contre DeeJay Kriel. Il décide de le laisser vacant le 22 mars 2022 afin de poursuivre sa carrière en poids mouches.